# Eleccions legislatives portugueses de 1983
Les eleccions legislatives portugueses de 1983 es van celebrar el 25 d'abril de 1983, i hi va guanyar, amb una petita majoria, el PS, liderat per Mario Soares, que serà nomenat Primer Ministre de Portugal. Els líders dels partits més votats foren:
- Aliança Povo Unido (APU), Álvaro Cunhal.
- PS, Mario Soares.
- PSD, Carlos Mota Pinto.
- CDS, Francisco Lucas Pires.

## Antecedents
Amb la victòria d'Aliança Democrática (AD) a les eleccions legislatives portugueses de 1983, el socialista Francisco Sá Carneiro fou nomenat Primer Ministre de Portugal per segon cop. Després de la mort de Sá Carneiro en un accident d'aviació, Diogo Freitas do Amaral, líder del CDS, va esdevenir primer ministre interí fins a l'elecció d'un nou líder del Partit Socialdemòcrata (PSD), i dies després, Francisco Pinto Balsemão va ser elegit líder del PSD i va prendre possessió del càrrec de primer ministre, però els seu govern fou molt inestable i amb la seva dimissió el president convocà eleccions anticipades.

## Resultats
| ' | ' |

| ' | ' |

| ' | ' |

| ' | ' |

| ' | ' |

| ' | ' |

| ' | ' |

| ' | ' |

| ' | ' |

| ' | ' |

| ' | ' |

| ' | ' |

| ' | ' |

| ' | ' |

| ' | ' |

| ' | ' |

| ' | ' |

| ' | ' |

| ' | ' |

| ' | ' |

| ' | ' |

| ' | ' |

| ' | ' |

| ' | ' |

| ' | ' |

| ' | ' |

| ' | ' |

| ' | ' |

| ' | ' |

| ' | ' |

| ' | ' |

| ' | ' |

| ' | ' |

| ' | ' |